# Otmar Vaňorný

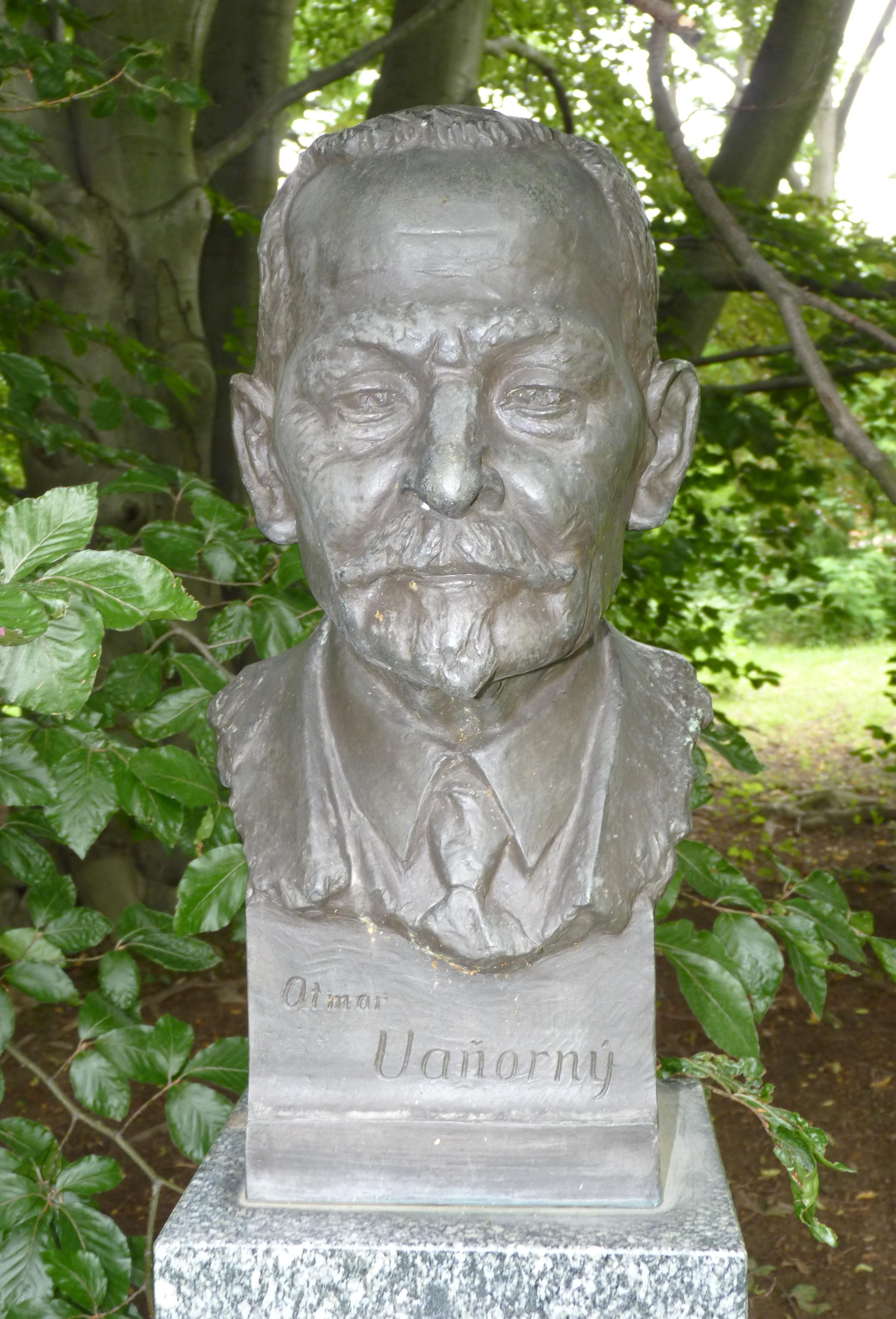
Busta Otmara Vaňorného u kostela Nejsvětější Trojice v Rychnově nad Kněžnou

Otmar Vaňorný (12. listopadu 1860 Rychnov nad Kněžnou – 14. ledna 1947 Praha) byl český učitel, spisovatel a především překladatel antické poezie.

## Život
V letech 1872–1879 vystudoval rychnovské gymnázium, po maturitě pak filozofii a klasickou filologii na Univerzitě Karlově v Praze. Profesor Vaňorný působil na středních školách v Českých Budějovicích, krátce v Praze na Smíchově, v Hradci Králové (zde třídní a učitel latiny) a v letech 1895–1927 ve Vysokém Mýtě. Zde se dříve nacházela pamětní síň, která připomínala 32 let jeho tamního působení. Nejraději měl antickou literaturu a té se také převážně věnoval. Zapojil se také do bouřlivé diskuse kolem Rukopisů. Stal se natolik význačným překladatelem, že 29. listopadu 1935 - ve svých 75 letech - obdržel od Karlovy univerzity titul čestného doktora. Byl velký ctitel Kneippovy zdravotní metody a Tyršova sokolství a stal se svéráznou osobností Vysokého Mýta. Chodíval kvůli otužování ráno bos do polí a připravoval v sokolském duchu turistické výlety; dožil se tak požehnaného věku 86 let.

## Literární dílo – překlady
- Homér: Odysseia, (1921). Dostupné online.
- Homér: Ilias, (1926). Dostupné online.
- Vergilius: epos Aeneis (1933)
- Goethe: Heřman a Dorota (1897)
- Vergilius: Zpěvy rolnické a pastýřské (1937)
- Výbor z literatury řecké a římské v českých překladech (1903); Vaňorný přepracoval práci Timoteje Hrubého na takovou úroveň, že se stala výtečnou rukovětí ke studiu antické literatury na školách. Dostupné online.